# Tadeusz Wójcik (polityk)
Tadeusz Bronisław Wójcik (ur. 17 lutego 1944 w Bziance) – polski polityk, rolnik i działacz związkowy, poseł na Sejm I kadencji.

## Życiorys
Ukończył w 1964 zasadniczą szkołę zawodową dla pracujących w Sanoku. Prowadził gospodarstwo rolne. Działał w rolniczej „Solidarności”. Na początku lat 90. kierował strukturami związku w województwie krośnieńskim. Sprawował mandat posła I kadencji z ramienia Porozumienia Ludowego. Bez powodzenia ubiegał się o reelekcję w 1993.
W 2006 został wybrany radnym gminy Haczów z ramienia lokalnego komitetu. W 2010 i w 2014 uzyskiwał reelekcję.